# Onda de frio no Oriente Médio em 2013
A onda de frio no Oriente Médio em 2013, refere-se à tempestade de inverno que atingiu o Oriente Médio em dezembro de 2013, afetando a Jordânia, Turquia, Chipre, Síria, Líbano, Israel, os territórios palestinos e Egito. A tempestade, que tem sida chamada "Alexa" por vários meios de comunicação, deixou no caos varios milhões de pessoas em toda a região, especialmente os refugiados do conflito em Síria.

## Eventos por país

### Israel
A capital, Jerusalém, foi prejudicada por sua feroz tempestade de neve em anos; o seu prefeito, Nir Barkat, pediu as Forças de Defesa de Israel ajuda para ajudar os motoristas presos, assim como os funcionários da cidade pediram aos moradores para ficar em suas casas. O primeiro-ministro Benjamin Netanyahu chamou-lha "uma tempestade duma vez em um século." 

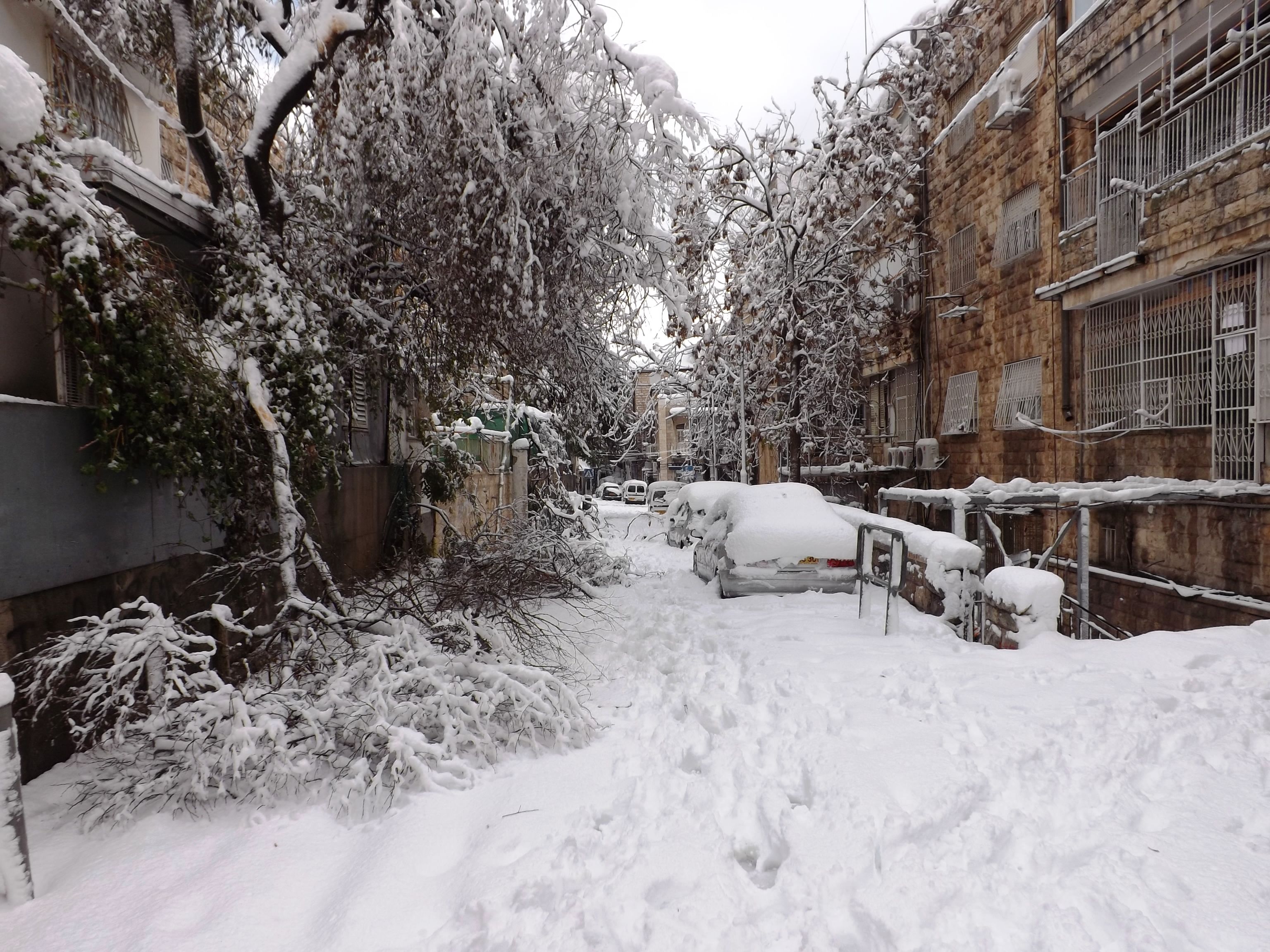
Uma rua em Jerusalém depois da tempestade.

As estradas e caminhos foram fechados em Israel devido às espessas camadas de neve nas regiões mais altas e inundações nas áreas mais baixas. A tempestade causou o fechamento temporário do Aeroporto Internacional Ben Gurion, obrigando o Secretário de Estado dos Estados Unidos, John Kerry, de interromper o seu encontro com o presidente palestino, Mahmoud Abbas, em Ramala, para voltar a Israel antes de que as estradas e os aeroportos ficassem completamente fora de serviço. O acesso a Jerusalém foi bloqueado por 48 horas devido aos cerca de 60 cm de neve e inundações e carros que foram abandonados no meio das ruas e estradas depois de ficar presos no meio na neve.
Depois de um dia inicial de neve leve, uma forte tempestade de neve no 13 de dezembro de 2013 depositou entre 40 e 60 cm (16-24 polegadas) de neve em Jerusalém, entre 60 e 100 cm (24 e 39 polegadas) nas Colinas de Golã, e de até 1 m (3 pés 3 polegadas) na área de Gush Etzion. A neve caiu em Haifa pela primeira vez em 22 anos. Em áreas mais quentes de Israel, chuvas muito fortes causaram inundações. A ferrovia Jerusalém-Beit Shemesh-Tel Aviv serviu mesmo no Shabat (o transporte público em Israel não funciona no Shabat) para evacuar da cidade as pessoas presas por as estradas e caminhos bloqueados. O nível do mar da Galiléia, a principal fonte de água doce para Israel, cresceu 10 centímetros depois da tempestade.

### Síria
O Alto Comissariado das Nações Unidas para os Refugiados (ACNUR) divulgou os planos para o transporte de 40 toneladas de alimentos para 50.000-60.000 pessoas na província de Hasakha, em Iraque. A ponte aérea de ajuda alimentar de emergência para dezenas de milhares de pessoas no nordeste da Síria, inicialmente prevista para 12 de dezembro, mas foi adiada devido à neve.
De acordo com Matthew Hollingworth, diretor do Programa Mundial de Alimentação em Síria das Nações Unidas, os deslocados internos sírios que fugiram de suas casas com poucos pertences, ainda não tinham o suficientes roupas e casacos de afastar as baixas temperaturas, precisando eles desesperadamente de combustível para aquecimento e para cozinhar os alimentos que recebem em ajuda. Alegadamente, um menino e um bebê morreram de frio em 12 de dezembro, e um ativista na cidade de Hara, sitiada pelos rebeldes sírios, informou que os moradores estavam lutando para se manter aquecidos com o corte de eletricidade, sem poder introduzir alimentos ou combustível.

### Territórios Palestinos
Ramala, Belém, Hebrom e muitas outras vilas e cidades estavam cobertas de neve e algumas áreas mais baixas experimentado inundação de fortes chuvas. A neve em Nablus e Hebrom variou de 60 a 145 centímetros, e em Belém, entre 20 e 55 cm. A cena na Praça da Manjedoura, na praça ao lado da Igreja da Natividade foi um Natal branco, com a praça totalmente decorado e coberto com uma camada profunda de neve.
A Faixa de Gaza foi atingida por chuvas torrenciais durante três dias consecutivos, e seus governantes do Hamas disseram que cerca de 500 famílias foram retiradas de suas casas inundadas pelas chuvas no território costeiro desde 11 de dezembro.

### Turquia
Dois dias de queda de neve na Turquia forçaram o cancelamento de 240 vôos domésticos e internacionais na quinta-feira 12 de dezembro em aeroportos de todo o país, com os atrasos que se estenderam várias horas, a companhia aérea Turkish Airlines disse em seu site.